# Цой, Данил Александрович
Данил Александрович Цой (род. 25 июня 1995, Кустанай) — казахстанский футболист, защитник клуба «SD Family».

## Клубная карьера
Футбольную карьеру начал в 2014 году в составе клуба «Булат-АМТ» в первой лиге.
В 2015 году перешёл в «Кайсар». 7 марта 2015 года в матче против клуба «Жетысу» дебютировал в казахстанской Премьер-лиге.

## Достижения
«Тараз»
- Серебряный призёр Первой лиги Казахстана: 2018

«Кызыл-Жар»
- Победитель Первой лиги: 2019

## Клубная статистика
| Игровая карьера | Игровая карьера | Игровая карьера | Лига | Лига | Кубок | Кубок | Межд. | Межд. | Др. | Др. |
| --------------- | --------------- | --------------- | ---- | ---- | ----- | ----- | ----- | ----- | --- | --- |
| 2019            | Кызыл-Жар СК    | Б               | 12   | 0    | 2     | 1     | —     | —     | —   | —   |
| 2020            | СДЮСШОР № 8     | Б               | 6    | 0    | —     | —     | —     | —     | —   | —   |
| 2021            | Экибастуз       | Б               | 5    | 0    | 1     | 0     | —     | —     | —   | —   |
| 2022            | Жас Сункар      | В               | 9    | 1    | —     | —     | —     | —     | —   | —   |
| 2023            | Улытау          | В               | 17   | 0    | 3     | 0     | —     | —     | —   | —   |